# 多花盂兰
多花孟兰（学名：Lecanorchis multiflora）为兰科盂兰属下的一个种。其种加词“multiflora”意为“多花的”。

## 变种
多花盂兰原变种 Lecanorchis multiflora var. multiflora